# Акуловский сельсовет (Лотошинский район)
Акуловский сельсовет — упразднённая административно-территориальная единица, существовавшая на территории Московской губернии и Московской области в 1924—1939 годах.
Акуловский сельсовет был образован в 1924 году в составе Лотошинской волости Волоколамского уезда Московской губернии путём выделения из Новолисинского с/с.
По данным 1926 года в состав сельсовета входил 1 населённый пункт — Акулово.
В 1929 году Акуловский с/с был отнесён к Лотошинскому району Московского округа Московской области.
17 июля 1939 года Акуловский с/с был упразднён, а его территория в полном составе (селения Акулово, Софийское и Харпай) передана в Новолисинский с/с.